# Pashtun Zarghun (distrikt)
Pashtun Zarghun är ett distrikt i Afghanistan. Det ligger i provinsen Herat, i den västra delen av landet, 600 kilometer väster om huvudstaden Kabul. Administrativ huvudort är Pashtun Zarghun.
Distriktet beräknades år 2022 ha cirka 117 000 invånare.